# George Bancroft
George Bancroft, född 3 oktober 1800 i Worcester, Massachusetts, död 17 januari 1891 Washington, D.C., var en amerikansk historiker och politiker.
Efter studier vid amerikanska högskolor fullbordade Bancroft sin utbildning genom en studieresa till Europa, där han tog särskilt starka intryck av professorn i historia i Göttingen, Arnold Hermann Ludwig Heeren. Hemkommen 1822 försökte sig Bancroft som universitetslärare, men trivdes inte i rollen utan startade tillsammans med en vän en privatskola, Round Hill School, som utgjorde ett försök att höja den högre undervisningen i USA.
Vid sidan av detta började han att utarbeta en bred, på ingående källstudier baserad och starkt konstnärligt hållen skildring av USA:s historia fram till självständighetsförklaringen, History of the US from the Discovery of the Continent (10 band, 1834–1874), som gav honom tillnamnet "den amerikanska historieskrivningens fader". Fortsättningen på verket var History of the Constitution of the US (1882).
Under mer än hundra år efter amerikanska revolutionen var amerikanska historiker i allt väsentligt ense om dess orsaker och dess innebörd. Revolutionen hade varit en rättfärdig strid för friheten gentemot det engelska tyranniet. Den klassiska lärda framställningen av kolonialtidens och frihetskrigets historia enligt denna tradition var Bancrofts verk.
Bancroft var även politiker och jacksonsk demokrat. Åren 1845–1846 var han marinminister, 1846–1849 minister i London och 1868–1874 minister i Berlin, där han starkt bidrog till att reglera emigrationsförhållandena mellan USA och Tyskland.

## Ättlingar
Ett av hans barnbarn var Pauline Bancroft (1869–1966), som var gift med kommendörkapten Carl-Gustaf Flach (1860–1911). Paret köpte godset Ållonö.